# Степне (Глобинський район)
Степне — колишнє село в Україні.
Підпорядковувалося Землянківській сільській раді Глобинського району Полтавської області. 
На 3-версній карті 1869 року на місці села позначено невеликий вівчарний завод. Село було розташоване за 1 на північ від села Малинівка.
12 липня 2001 року рішенням Полтавської обласної ради село виключене з облікових даних.